# Bacon & Ägg
Bacon & Ägg var en svensk serietidning utgiven av Semic (1995–1998). Titelserien, som numera stavas Bacon & Egg skapades av Patrik Norrman. 
En egenhet med tidningen var att alla de ingående serierna utspelade sig i samma serieuniversum, vilket gjorde att de olika figurerna ibland kunde interagera med varandra.

## Redaktionen
- Ulf Granberg - redaktör och ansvarig utgivare
- Patrik Norrman - teckningar och manus
- Jonas Darnell - teckningar och manus
- Henrik Nilsson (senare Brandendorff) - översättare

## Övriga serier
- James Hund skriven av Darnell och tecknad av Norrman
- Hieronymus Borsch av Mårdön Smet
- Cordon Bleu av Darnell
- Röde Hund skriven av Nilsson/Brandendorff och tecknad av Darnell
- Den store Ondini skriven av Nilsson/Brandendorff och tecknad av Darnell
- Kommissarie Barskebäck av Norrman
- Vårt Hundholmen av Nilsson/Brandendorff
- Mot ryggen av Norrman